# 厨房厨柜

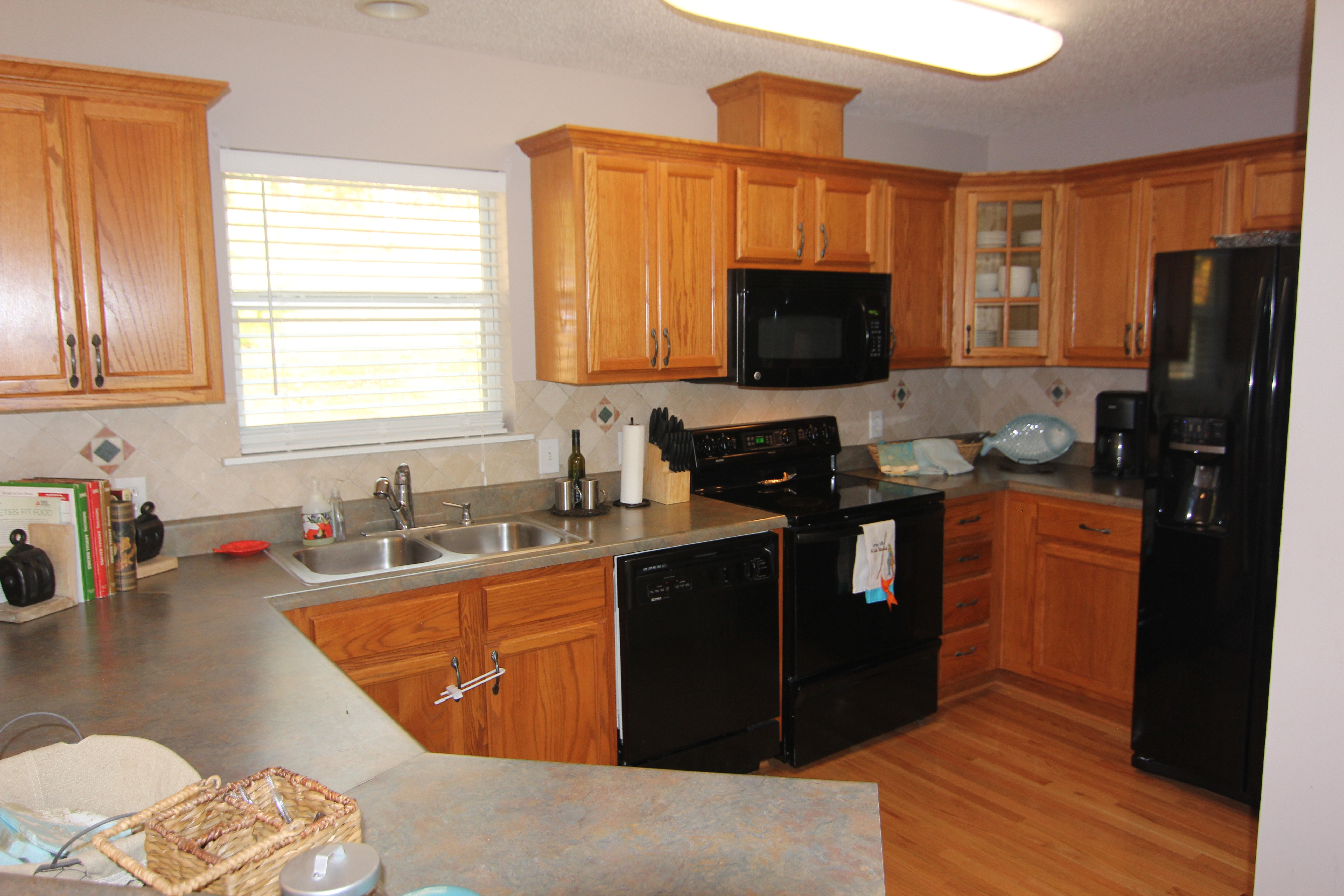
厨房內的木质厨房厨柜

厨房厨柜是指厨房內位於煮食爐、廚房水槽、台面下方的存儲空間，主要用來储存食物、烹饪设备以及餐具。厨房厨柜實際上也是一種鑲入式櫥櫃。 